# Richard Neville, Warwick grófja
Richard Neville (Norwich, 1428. november 22. –‎ Barnet kerület, 1471. április 14.) angol főúr volt, aki tevékeny szerepet vállalt a rózsák háborújában a yorkiak oldalán. A 16. században terjedt el állandó jelzőjeként a Királycsináló (angolul: kingmaker), utalva arra, hogy a háborúban ő szerezte meg a koronát a későbbi IV. Eduárd angol királynak, majd 1470-ben elkergette őt a trónról, és VI. Henriket ültette oda vissza. Neville kiváló katona volt, hosszú ideig tartotta Calais-t, és számos ütközetben diadalmaskodott a trónért folyó angliai háborúban.

## Élete

### 1428-1455
Richard Neville 1428-ban született a gazdag és befolyásos Neville családban. Apja Richard Neville, Salisbury grófja, anyja Alice Montagu volt. Kilenc testvére volt, köztük John Neville, Montagu őrgrófja és George Neville érsek.
Richard Neville Warwick és Salisbury grófja volt. Warwick grófi címét házassága útján szerezte meg, ugyanis hatéves korában feleségül vette a kilencesztendős Anne Beauchamp-t. Apósa halála után, 1449. július 23-án adományozta neki Warwick grófságát a király. Richard Neville évi négyezer fontos jövedelmet szerzett, és a leggazdagabb gróf lett, akinek Anglia számos részén voltak hatalmas birtokai. Az övé volt Warwick, Elmley, Worcester, Glamorgan, Cardiff, Neath, Abergavenny és Barnard vára, valamint ura volt Glamorgannek és Margannek. Két lánya, Isabel és Anne született.
1453-ban apjával együtt szövetséget kötött Plantagenet Richárd yorki herceggel annak fő ellenlábasa, Edmund Beaufort, Somerset hercege ellen. A Neville-eket elsősorban régi ellenlábasuk, a Somerset támogatását élvező Percy család feletti győzelem vágya vezette. Warwick grófját feldühítette az is, hogy ugyanebben az évben június 15-én Somerset hercege kapta meg glamorgani birtokait. A megállapodás úgy szólt, hogy a Neville-k segítik Yorkot Somerset ellen, míg ő a Percyk ellen nyújt támogatást nekik.
1455-re a két oldal – a királyt, VI. Henriket támogató lancasteriek, és a koronát megszerezni akaró yorkiak – csatasorba álltak, és május 22-én összecsaptak Saint Albansnél. A yorki csapatokat Neville vezette. Saint Albansnek nem voltak falai, de a város szívébe, a házakkal szegélyezett piactérre vezető keskeny utcákban barikádokat építettek a védők. A király és kísérete annyira bízott a torlaszokban, hogy fel sem öltötték teljes páncélzatukat. Reményeiknek megfelelően a York-pártiak rohamai megtörtek a barikádokon.
Egyórányi hasztalan erőfeszítés után a yorki sereget irányító Richard Neville úgy döntött, hogy a piactérre vezető utcák torlaszainak frontális támadása helyett a hátsó kerteken és utcákon keresztül tör be a piactérre. A Lancaster-párti csapatokat teljesen váratlanul érte az akció, sokukon még sisak sem volt, amikor Warwickért! csatakiáltással a yorkiak rájuk törtek, így hamarosan feladták a küzdelmet. A feltételezések szerint a nemesek nagyszámú lemészárlása, ami új elemnek számított a középkori háborúskodásban, Warwick grófjának tudható be.
A látszólag szabad, valójában azonban fogoly királyt York visszakísérte Londonba. VI. Henrik előtt Warwick grófja lovagolt, ő vitte az uralkodó kardját.

### 1456-1459
Yorki Richárd pozíciói a csata után jelentősen megerősödtek, így Warwick grófját a franciaországi angol erősség, Calais parancsnokának nevezte ki hét évre. Pozícióját 1456 április 20-án vehette át. 1457-ben Warwickot kinevezték tengernagynak, és a gróf tíz hajóból álló flottát építtetett magának. York helyzete azonban nemsokára meggyengült, és a kormányzatot tulajdonképpen működtető Anjou Margit királyné egyre kevesebb pénzt küldött a calais-i helyőrségnek, hogy megnehezítse Neville dolgát. Warwick grófja flottájával fosztogatni kezdett: 1458. május 29-én elfogott hat spanyol hajót, majd néhány nappal később a Hanza-szövetség sószállító vitorlásait fosztotta ki. A katonák elégedettek voltak, hiszen az akciók révén időben hozzájutottak zsoldjukhoz. Októberben, a semleges hajók elleni támadásokra hivatkozva, Neville-t hazarendelték Londonba, hogy bíróság elé állítsák. november 9-én egy csetepaté után, amely a gróf és a király szolgái között tört ki, az uralkodó testőrsége rátámadtan Warwickra, aki visszamenekült Calais-ba. A gróf 1459 márciusában elhajózott Írországba, ahol hosszasan egyeztetett Yorkkal.
Az ellenségeskedés a két oldal között ismét kiéleződött, mindketten harcra készültek. 1459 nyarán Warwick hatszáz emberrel partra szállt, és elindult Ludlow felé, hogy csatlakozzon Yorkhoz. Ludlow-hoz október 12-én megérkezett a királyi sereg, amelyet személyesen VI. Henrik vezetett. Andrew Trollope, a calais-i alakulat vezetője nem akart az uralkodóval csatázni, ezért átállt. Yorki Richárd Írországba, Warwick grófja pedig Calais-ba menekült, ahova 1458. november 2-án érkezett meg. Az Anjou Margit királyné vezette főurak megkezdték York kisebb-nagyobb szövetségeseinek megbüntetését, valamint sikertelenül megostromolták Calais-t. Neville fegyverszünetet kötött Burgundiával, így lovasai áthaladhattak területén, amikor a franciákat fosztogatták.

### 1460-1466
1460 júniusának elején a Warwick grófja vezette Calais-i egység elfoglalta Sandwichet, és így kiépítette angliai hídfőállását. A nyár folyamán az oda érkező csapatok elindultak London felé, és a sereg egyre nagyobbra duzzadt. A fővárost könnyen elfoglalták, majd elindultak Northampton felé, ahol a király csapatai állomásoztak. A csata 1460. július 10-én zajlott le. Warwick előreküldte egy emberét, hogy a nevében a királlyal tárgyaljon, de Buckingham hercege, a Lancaster-sereg vezetője ehhez nem járult hozzá, mondván: "Warwick grófja nem jelenhet meg a király előtt, ha mégis megteszi, meghal". Warwickot még kétszer utasították vissza, végül azt üzente, hogy "Két órakor vagy beszélek a királlyal, vagy meghalok". A csatát a yorkiak nyerték, az uralkodó, VI. Henrik ismét fogságba esett.

Warwick címere

York és a parlament – valószínűleg Neville hatására, aki egy gyenge királyban volt érdekelt – úgy döntött, hogy VI. Henrik megtarthatja trónját. Warwick grófja a londoni városházán ítélkezett ellenségei felett, és sok embert, köztük az exeteri herceg rokonságát, kivégeztetett. Testvérét, George Neville exeteri püspököt kinevezte kancellárnak. Mivel Calais-t erősen szorongatták VI. Henrik hadai, Richard Neville visszatért Franciaországba. Ott megegyezett az ostromlókat vezető Somersettel, majd ismét Angliába hajózott.
1460 szeptemberében Richárd is partra szállt, és támogatóit maga köré gyűjtve elindult London felé. Szándékai egyértelműek voltak, a trónt akarta. 1460. december 30-án a wakefieldi csatában elesett a yorki herceg és Richard Neville apja, Salisbury grófja. Warwick eközben tartotta Londont, majd ütközetre szánta el magát. 1461. február 17-én a második Saint Albans-i csatában a lancasteriek megfutamították Warwick grófjának katonáit. Richard Neville azzal védekezett, hogy elárulták, ezért nem tudta kihasználni haditechnikai fölényét. A vereség után Neville csapataival York fiához, Eduárdhoz csatlakozott, majd bevonultak Londonba, ahol március 4-én az alig 19 esztendős grófot IV. Eduárd néven királynak nyilvánították.
A két oldal ezután 1461. március 29-én, York városától 12 kilométerre, Towtonnál ütközött meg. A csata minden idők legvéresebb ütközete volt angol földön. Az áldozatok számát 20 és 30 ezer közé teszik. A csata idején szakadt a hó, és a szél VI. Henrik csapatai felé fújt, így az íjászaik nem tudtak ellőni az ellenséges vonalakig, miközben a yorki nyilak záporoztak rájuk. A csatát a Warwick és IV. Eduárd vezette sereg nyerte. Warwick lábát eltalálta egy nyílvessző.
Annak ellenére, hogy IV. Eduárd uralkodásának első három évében, elsősorban az északon folyó háború idején, a legnagyobb támogatást Warwick grófjától kapta, a király fokozatosan távolodott és függetlenedett tőle. A gróf azt szerette volna, ha az uralkodó egy francia nemes lányát veszi feleségül, hogy így szövetségessé tegyék Franciaországot, de IV. Eduárd keresztülhúzta számításait, amikor 1464. május 1-jén feleségül vette Elizabeth Woodville-t. Kapcsolatuk jelentősen megromlott, amikor az uralkodó magas pozíciókhoz juttatta felesége rokonait, hatalmas birtokokat adományozott nekik, valamint "beházasította" őket különböző vagyonos családokba, köztük Warwickéba is. A gróf úgy érezte, hogy kitúrták őt a király legbelsőbb köréből.

### 1467-1471
A sértett gróf 1467-ben megszerezte a király testvérének, Plantagenet György clarence-i herceg támogatását egy tulajdonképpeni államcsínyhez. 1469 augusztusában elfogták IV. Eduárdot. Míg a király őrizetben volt, felesége apját és egyik fivérét lefejezték. Warwick grófja ezután felkelést robbantott ki az ország északi részén 1470 márciusában, majd áprilisban Györggyel együtt kénytelen volt Franciaországba menekülni. Richard Neville ott kibékült régi ellenségével, Anjou Margittal, VI. Henrik francia feleségével, majd szeptemberben visszatért Angliába. A gróf IV. Eduárdot száműzetésbe kényszerítette, és VI. Henriket visszasegítette a trónra. 1471 márciusában IV. Eduárd visszatért Angliába. A két uralkodó csapatai április 14-én Barnetnél megütköztek. A csatában Richard Neville elesett. Holttestét a londoni Szent Pál-székesegyházban közszemlére tették.